# برزانو دی تورتونا
برزانو دی تورتونا (به ایتالیایی: Berzano di Tortona) یک کومونه در ایتالیا است که در استان آلساندریا واقع شده‌است.

## خصوصیات
برزانو دی تورتونا ۲٫۹ کیلومترمربع مساحت و ۱۵۳ نفر جمعیت دارد و ۲۷۰ متر بالاتر از سطح دریا واقع شده‌است.

## نگارخانه

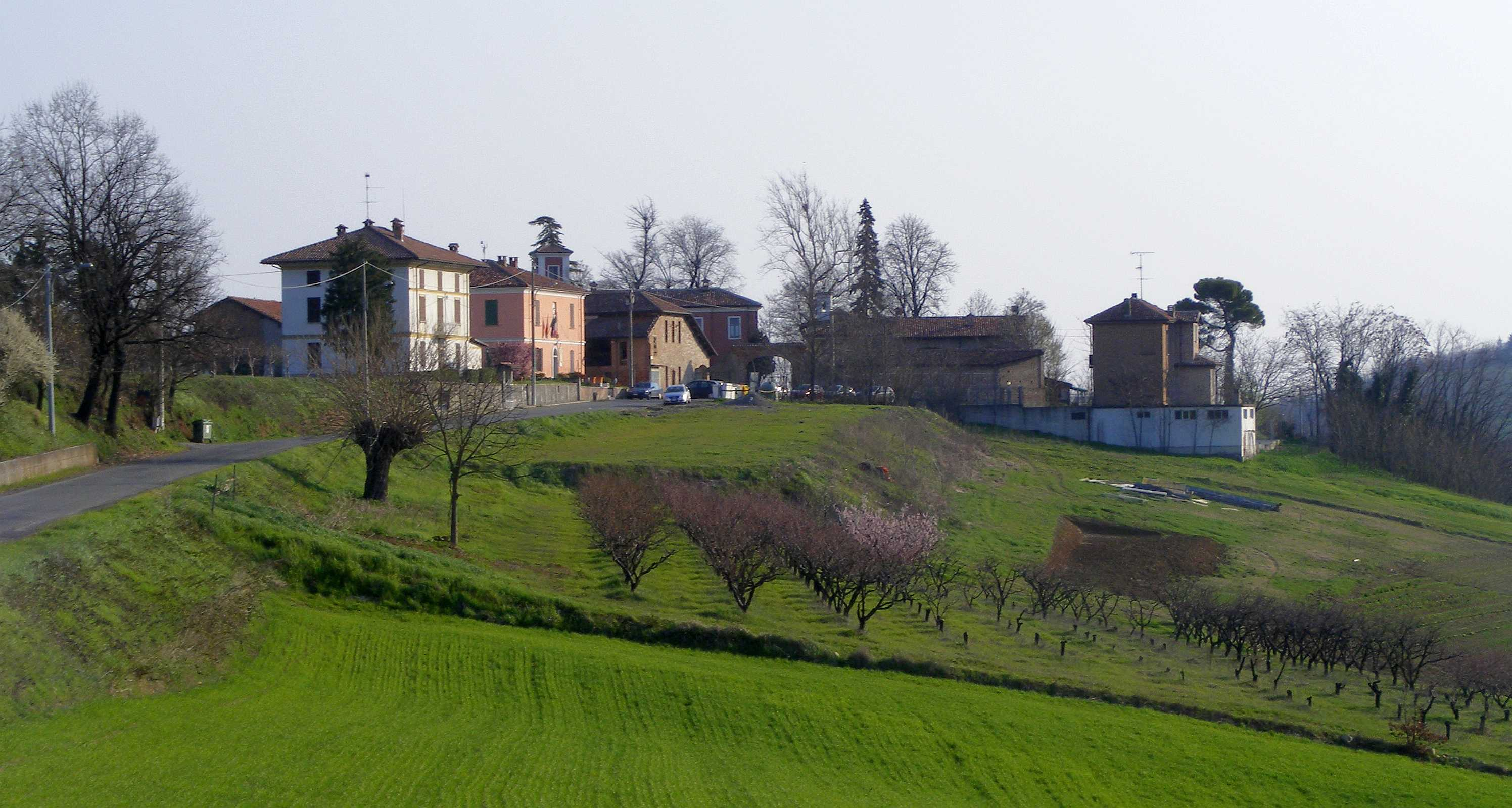